# تپه قوچ داشی
تپه قوچ داشی مربوط به سده‌های میانه و متاخر دوران‌های تاریخی پس از اسلام است و در شهرستان ورزقان، بخش مرکزی، دهستان ازومدل جنوبی، چسبیده به ضلع شرقی روستای خیرالدین واقع شده و این اثر در تاریخ ۲۷ بهمن ۱۳۸۷ با شمارهٔ ثبت ۲۴۵۱۲ به‌عنوان یکی از آثار ملی ایران به ثبت رسیده است.